# Mykoła Ajwazian
Mykoła Arutiunowycz Ajwazian (ukr. Микола Арутюнович Айвазян; ur. 10 lipca 1989) – ukraiński zapaśnik startujący w stylu wolnym. Zajął siódme miejsce na mistrzostwach świata w 2009. Piąty w mistrzostwach Europy w 2013. Brązowy medalista na wojskowych MŚ w 2013 i 2014. Dziewiąty w Pucharze Świata w 2010. Wicemistrz Europy juniorów w 2009 roku.